# Internazionali d'Italia 2006 - Qualificazioni singolare maschile
Le qualificazioni del singolare maschile degli Internazionali d'Italia 2006 sono state un torneo di tennis preliminare per accedere alla fase finale della manifestazione. I vincitori dell'ultimo turno sono entrati di diritto nel tabellone principale. In caso di ritiro di uno o più giocatori aventi diritto a questi sono subentrati i lucky loser, ossia i giocatori che hanno perso nell'ultimo turno ma che avevano una classifica più alta rispetto agli altri partecipanti che avevano comunque perso nel turno finale.
Le qualificazioni del torneoInternazionali d'Italia 2006 prevedevano 32 partecipanti di cui 8 sono entrati nel tabellone principale.

## Teste di serie
1. Nicolás Almagro (Qualificato)
2. Alberto Martín (Qualificato)
3. Novak Đoković (ultimo turno)
4. Jonas Björkman (primo turno)
5. Wesley Moodie (primo turno)
6. Vince Spadea (primo turno)
7. Fernando Vicente (Qualificato)
8. Flávio Saretta (ultimo turno)

1. Rubén Ramírez Hidalgo (Qualificato)
2. Fabio Fognini (primo turno)
3. Dick Norman (ultimo turno)
4. Igor' Kunicyn (ultimo turno)
5. Juan Mónaco (Qualificato)
6. Oliver Marach (ultimo turno)
7. Guillermo García López (primo turno)
8. Juan Antonio Marín (ultimo turno)

## Qualificati
1. Nicolás Almagro
2. Alberto Martín
3. Fabio Fognini
4. Stefano Galvani

1. Tejmuraz Gabašvili
2. Juan Mónaco
3. Fernando Vicente
4. Rubén Ramírez Hidalgo

## Tabellone

### Legenda
| - Q = Qualificato - WC = Wild card - LL = Lucky loser | - ALT = Alternate - SE = Special Exempt - PR = Protected Ranking | - w/o = Walkover - r = Ritirato - d = Squalificato |

### Sezione 1
|  | Primo turno | Primo turno            | Primo turno            | Primo turno | Primo turno |  |  | Ultimo turno | Ultimo turno    | Ultimo turno    | Ultimo turno | Ultimo turno |  |
|  |             |                        |                        |             |             |  |  |              |                 |                 |              |              |  |
|  | 1           | Nicolás Almagro        | Nicolás Almagro        | 6           | 6           |  |  |              |                 |                 |              |              |  |
|  |             | Flavio Cipolla         | Flavio Cipolla         | 2           | 3           |  |  | 1            | Nicolás Almagro | Nicolás Almagro | 6            | 6            |  |
|  |             | George Bastl           | George Bastl           | 6           | 6           |  |  |              | George Bastl    | George Bastl    | 0            | 4            |  |
|  | 15          | Guillermo García López | Guillermo García López | 2           | 0           |  |  |              |                 |                 |              |              |  |

### Sezione 2
|  | Primo turno | Primo turno     | Primo turno     | Primo turno | Primo turno |  |  | Ultimo turno | Ultimo turno   | Ultimo turno   | Ultimo turno | Ultimo turno |  |
|  |             |                 |                 |             |             |  |  |              |                |                |              |              |  |
|  | 2           | Alberto Martín  | Alberto Martín  | 6           | 6           |  |  |              |                |                |              |              |  |
|  |             | Thomas Fabbiano | Thomas Fabbiano | 1           | 2           |  |  | 2            | Alberto Martín | Alberto Martín | 6            | 6            |  |
|  | 12          | Igor' Kunicyn   | Igor' Kunicyn   | 6           | 6           |  |  | 12           | Igor' Kunicyn  | Igor' Kunicyn  | 3            | 4            |  |
|  |             | Gilles Elseneer | Gilles Elseneer | 3           | 4           |  |  |              |                |                |              |              |  |

### Sezione 3
|  | Primo turno | Primo turno    | Primo turno    | Primo turno | Primo turno |  |  | Ultimo turno | Ultimo turno  | Ultimo turno | Ultimo turno | Ultimo turno |  |
|  |             |                |                |             |             |  |  |              |               |              |              |              |  |
|  | 3           | Novak Đoković  | Novak Đoković  | 6           | 6           |  |  |              |               |              |              |              |  |
|  |             | Francesco Aldi | Francesco Aldi | 2           | 3           |  |  | 3            | Novak Đoković | 64           | 6            | 3            |  |
|  |             | Fabio Fognini  | Fabio Fognini  | 6           | 6           |  |  |              | Fabio Fognini | 7            | 1            | 6            |  |
|  | 10          | Răzvan Sabău   | Răzvan Sabău   | 2           | 4           |  |  |              |               |              |              |              |  |

### Sezione 4
|  | Primo turno | Primo turno        | Primo turno        | Primo turno | Primo turno |  |  | Ultimo turno | Ultimo turno       | Ultimo turno | Ultimo turno | Ultimo turno |  |
|  |             |                    |                    |             |             |  |  |              |                    |              |              |              |  |
|  |             | Stefano Galvani    | Stefano Galvani    | 6           | 6           |  |  |              |                    |              |              |              |  |
|  | 4           | Jonas Björkman     | Jonas Björkman     | 4           | 4           |  |  |              | Stefano Galvani    | 6            | 1            | 6            |  |
|  | 16          | Juan Antonio Marín | Juan Antonio Marín | 6           | 6           |  |  | 16           | Juan Antonio Marín | 2            | 6            | 1            |  |
|  |             | Evgenij Korolëv    | Evgenij Korolëv    | 1           | 4           |  |  |              |                    |              |              |              |  |

### Sezione 5
|  | Primo turno | Primo turno        | Primo turno     | Primo turno | Primo turno |  |  | Ultimo turno | Ultimo turno       | Ultimo turno | Ultimo turno | Ultimo turno |  |
|  |             |                    |                 |             |             |  |  |              |                    |              |              |              |  |
|  |             | Tejmuraz Gabašvili | 5               | 7           | 6           |  |  |              |                    |              |              |              |  |
|  | 5           | Wesley Moodie      | 7               | 5           | 2           |  |  |              | Tejmuraz Gabašvili | 6            | 4            | 6            |  |
|  | 11          | Dick Norman        | Dick Norman     | 6           | 6           |  |  | 11           | Dick Norman        | 3            | 6            | 1            |  |
|  |             | Alejandro Falla    | Alejandro Falla | 1           | 2           |  |  |              |                    |              |              |              |  |

### Sezione 6
|  | Primo turno | Primo turno        | Primo turno        | Primo turno | Primo turno |  |  | Ultimo turno | Ultimo turno       | Ultimo turno       | Ultimo turno | Ultimo turno |  |
|  |             |                    |                    |             |             |  |  |              |                    |                    |              |              |  |
|  |             | Giorgio Galimberti | Giorgio Galimberti | 6           | 7           |  |  |              |                    |                    |              |              |  |
|  | 6           | Vince Spadea       | Vince Spadea       | 1           | 5           |  |  |              | Giorgio Galimberti | Giorgio Galimberti | 3            | 2            |  |
|  | 13          | Juan Mónaco        | Juan Mónaco        | 6           | 6           |  |  | 13           | Juan Mónaco        | Juan Mónaco        | 6            | 6            |  |
|  |             | Federico Luzzi     | Federico Luzzi     | 2           | 2           |  |  |              |                    |                    |              |              |  |

### Sezione 7
|  | Primo turno | Primo turno      | Primo turno      | Primo turno | Primo turno |  |  | Ultimo turno | Ultimo turno     | Ultimo turno     | Ultimo turno | Ultimo turno |  |
|  |             |                  |                  |             |             |  |  |              |                  |                  |              |              |  |
|  | 7           | Fernando Vicente | Fernando Vicente | 6           | 6           |  |  |              |                  |                  |              |              |  |
|  |             | Lars Burgsmüller | Lars Burgsmüller | 4           | 1           |  |  | 7            | Fernando Vicente | Fernando Vicente | 6            | 6            |  |
|  | 14          | Oliver Marach    | Oliver Marach    | 7           | 6           |  |  | 14           | Oliver Marach    | Oliver Marach    | 3            | 3            |  |
|  |             | Antony Dupuis    | Antony Dupuis    | 6           | 3           |  |  |              |                  |                  |              |              |  |

### Sezione 8
|  | Primo turno | Primo turno           | Primo turno           | Primo turno | Primo turno |  |  | Ultimo turno | Ultimo turno          | Ultimo turno | Ultimo turno | Ultimo turno |  |
|  |             |                       |                       |             |             |  |  |              |                       |              |              |              |  |
|  | 8           | Flávio Saretta        | Flávio Saretta        | 6           | 6           |  |  |              |                       |              |              |              |  |
|  |             | Nicolás Lapentti      | Nicolás Lapentti      | 4           | 2           |  |  | 8            | Flávio Saretta        | 4            | 6            | 3            |  |
|  | 9           | Rubén Ramírez Hidalgo | Rubén Ramírez Hidalgo | 6           | 6           |  |  | 9            | Rubén Ramírez Hidalgo | 6            | 4            | 6            |  |
|  |             | Gianluca Naso         | Gianluca Naso         | 4           | 3           |  |  |              |                       |              |              |              |  |